# Distrikt Toribio Casanova
Der Distrikt Toribio Casanova liegt in der Provinz Cutervo in der Region Cajamarca im Norden Perus. Der Distrikt wurde am 19. November 1954 gegründet. Benannt wurde er nach Toribio Casanova (1826–1867), ein Anwalt und Politiker aus der Region Cajamarca.
Der Distrikt besitzt eine Fläche von 129 km². Beim Zensus 2017 wurden 1163 Einwohner gezählt. Im Jahr 1993 lag die Einwohnerzahl bei 2088, im Jahr 2007 bei 1494. Sitz der Distriktverwaltung ist die 1472 m hoch gelegene Ortschaft La Sacilia mit 358 Einwohnern (Stand 2017). La Sacilia befindet sich 44 km nordnordöstlich der Provinzhauptstadt Cutervo. Im Distrikt wird hauptsächlich Mais und Kaffee angebaut.

## Geographische Lage
Der Distrikt Toribio Casanova befindet sich an der Ostflanke der peruanischen Westkordillere im nördlichen Osten der Provinz Cutervo. Der Distrikt liegt am Westufer des in Richtung Nordnordwest strömenden Río Marañón.
Der Distrikt Toribio Casanova grenzt im Südwesten an den Distrikt Pimpingos, im Nordwesten an den Distrikt Choros, im Nordosten an den Distrikt Cumba (Provinz Utcubamba) sowie im Südosten an den Distrikt Santo Tomás.

## Ortschaften
Neben dem Hauptort gibt es folgende größere Ortschaften im Distrikt:
- Perlamayo